# Ганнлагсон, Дэррил
Дэ́ррил Га́ннлагсон (англ. Darryl Gunnlaugson) — канадский кёрлингист.
В составе мужской сборной Канады чемпион мира среди мужчин (1996). Чемпион Канады среди мужчин (1996).
Играл в основном на позициях первого и второго.

## Достижения
- Чемпионат мира по кёрлингу среди мужчин: золото (1996).
- Чемпионат Канады по кёрлингу среди мужчин: золото (1996).

## Команды
| Сезон   | Четвёртый         | Третий          | Второй            | Первый            | Запасной          | Турниры           |
| ------- | ----------------- | --------------- | ----------------- | ----------------- | ----------------- | ----------------- |
| 1993—94 | Джефф Стоутон     | Кен Тресур      | Гарри Ванденберге | Дэррил Ганнлагсон |                   |                   |
| 1994—95 | Джефф Стоутон     | Джефф Райан     | Гарри Ванденберге | Дэррил Ганнлагсон |                   |                   |
| 1995—96 | Джефф Стоутон     | Кен Тресур      | Гарри Ванденберге | Стив Гулд         | Дэррил Ганнлагсон | ЧК 1996 · ЧМ 1996 |
| 1999—00 | Джефф Стоутон     | Джон Мид        | Гарри Ванденберге | Даг Армстронг     | Дэррил Ганнлагсон | ЧК 2000 (4 место) |
| 2006—07 | Craig White       | Harold Mauthe   | Дэррил Ганнлагсон | Marty Johanason   |                   |                   |
| 2007—08 | Nathan Asham      | Arnold Asham    | Sean McCutcheon   | Дэррил Ганнлагсон |                   |                   |
| 2013—14 | Дэррил Ганнлагсон | Jamie Hay       | Gary Gumprich     | Kyle Halford      |                   |                   |
| 2015—16 | Doug Harrison     | Jamie Hay       | Дэррил Ганнлагсон | Larry Borus       |                   | [ 3 ]             |
| 2016—17 | Mark Franklin     | Brent McCannell | Дэррил Ганнлагсон | Terry Aseltine    |                   |                   |

(скипы выделены полужирным шрифтом)

## Частная жизнь
Из семьи кёрлингистов: его отец Ллойд Ганнлагсон (англ. Lloyd Gunnlaugson) выступал в команде провинции Манитоба на чемпионате Канады среди мужчин 1983. Сын Дэррила, Джейсон Ганнлагсон (англ. Jason Gunnlaugson) — кёрлингист, скип команды, выступает в национальных и международных чемпионатах и турнирах. Шурин Дэррила (муж его сестры), Гарри Ванденберге — кёрлингист, чемпион мира, Дэррил и Гарри неоднократно играли в одной команде.